# Hotel InterContinental Buenos Aires
El Hotel InterContinental Buenos Aires es un hotel perteneciente a la cadena InterContinental Hotels Group, que se encuentra en el centro de la ciudad de Buenos Aires.
Fue proyectado en 1989 por el estudio de los arquitectos Urgell, Fazio y Penedo junto a la arquitecta Giselle Graci, y se inauguró en 1995. Encargada por la firma Nuevas Fronteras S.A., la construcción estuvo a cargo de Ineco S.A. Se trata de una gran torre de estilo postmoderno, que se construyó en terrenos que pertenecían a la Iglesia de San Juan Bautista, cuyo convento ocupaba originalmente la manzana completa.
Desde su inauguración, ha sido sede de numerosos eventos, y en varias oportunidades ha actuado como búnker de partidos políticos durante diversas elecciones generales, como las legislativas de 1997 (donde se instaló la Alianza) o las de 2009 (cuando Néstor Kirchner recibió los resultados por el Frente para la Victoria). En 1999 se filmó el videoclip Paseo inmoral de Gustavo Cerati.
Junto al InterContinental fue construida luego una torre de oficinas, proyectada por Mario Roberto Álvarez, y llamada Intercontinental Plaza. Más tarde, fue abierto al público el acceso a los jardines interiores del hotel, mediante los cuales se puede transitar y acortar camino, funcionando como plaza semi-pública los días de semana.
En 1997, el 76% de las acciones del InterContinental fueron adquiridas por IRSA.